# James Lick
James Lick (25 août 1796 – 1er octobre 1876) était un charpentier, fabricant de piano, un propriétaire immobilier, et mécène américain qui tira profit de la ruée vers l'or en Californie. À sa mort, il était l'homme le plus riche de Californie.
Il a financé la construction de l'observatoire Lick, le premier observatoire astronomique bâti sur une montagne, en l'occurrence le mont Hamilton. La dépouille de Lick fut enterrée sur le site de la future lunette astronomique, avec une tablette en laiton portant l'inscription "Ici repose le corps de James Lick".
L'astéroïde (1951) Lick a été nommé en son honneur.

## Sources
- (en) Richard G Beidleman, California's frontier naturalists, Berkeley, University of California Press, 2006, 484 p. (ISBN 978-0-520-23010-1, OCLC 539484497, lire en ligne)